# Ashton Lambie
Ashton Lambie (Lincoln, 12 de dezembro de 1990) é um desportista estadounidense que compete no ciclismo nas modalidades de pista e rota. Ganhou uma medalha de prata no Campeonato Mundial de Ciclismo em Pista de 2020, na prova de perseguição individual.

## Medalheiro internacional
| Campeonato Mundial | Campeonato Mundial | Campeonato Mundial | Campeonato Mundial     |
| Ano                | Lugar              | Medalha            | Competição             |
| ------------------ | ------------------ | ------------------ | ---------------------- |
| 2020               | Berlim ( Alemanha) | Medalha de prata   | Perseguição individual |